# Лисенко Володимир Іванович
Володимир Іванович Лисенко — капітан, командир стрілецької роти 154-го окремого батальйону територіальної оборони 117 ОБрТрО Збройних сил України, учасник російсько-української війни.

## Життєпис
Народився 25 червня 1967 року в м. Охтирці на Сумщині.
Неодноразово обирався депутатом Охтирської міської ради. 2014 року висувався кандидатом на посаду міського голови в м. Охтирка.
Працював керівником приватного підприємства.
Учасник Революції Гідності. Займався активною волонтерською діяльністю. Член громадської організації «Спілка воїнів АТО, ООС російсько-української війни "Непереможні"».
Невдовзі після нападу Росії на Україну Володимир Лисенко у складі 15 окремого мотопіхотного батальйону «Суми» брав участь у бойових діях на території Луганської області.
2016 року був звільнений в запас. Тоді ж почав займатися забезпеченням амуніцією своїх побратимів. Багато справ було направлено на розбудову і покращення рідної Охтирки, на підтримку родин побратимів та збереження пам'яті про них.
Коли почав формуватися 154 окремий батальйон 117 ОБрТрО, Володимир вступив до його складу.
З початком повномасштабного російського вторгнення в Україну, як військовослужбовець територіальної оборони став на захист рідного міста.
24 лютого 2022 року в боях за Охтирку відбулося бойове зіткнення українських військовослужбовців з колоною російських військ по вулиці Київській в Охтирці. Ворог з підбитих машин відступив у лісосмугу в районі АЗС «BVS». Група 154-го батальйону, до якої входив капітан Лисенко, розгорнулась ланцюгом та пішла в напрямку відступу росіян. Володимир був крайнім на лівому фланзі строю. Після повернення із завдання з'ясувалося, що Володимира немає, на телефонні дзвінки він не відповідав.
Лише через 8 днів в лісі біля старого бомбосховища виявили його тіло. Місце загибелі вказав полонений російський військовий. Володимира Лисенка розстріляли росіяни.

## Нагороди
- орден Богдана Хмельницького III ступеня (2022, посмертно) — за особисту мужність і самовіддані дії, виявлені у захисті державного суверенітету та територіальної цілісності України, вірність військовій присязі